# 巴德阿克斯 (密歇根州)
巴德阿克斯（英語：Bad Axe）是一個位於美國密歇根州休倫縣的城市。根據2010年美國人口普查，該地共人口3129人，而該地的面積約為5.74平方千米。同時該地也是休倫縣的縣治。

## 地理
巴德阿克斯的座標為43°48′10″N 82°59′59″W / 43.80278°N 82.99972°W，而該地的平均海拔高度為231米（即758英尺）。